# José López-Cuervo de Narváez
Joseph López-Cuervo de Narváez (León, 1823 - Loja, Granada, 1872) fue un político español. Hijo de José López-Cuervo Rodríguez y de Vicenta de Narváez y Porcel. Le tocó vivir una época de gran inestabilidad. En los años de su infancia se restableció el absolutismo perfilándose dos formas de entender el gobierno, la de los Carlistas - Realistas y la de los Reformistas. En 1833 muere Fernando VII originándose una guerra civil que enfrentó a los carlistas con los Reformistas Isabelinos.
Ocupa un cargo público de comisario de c. de Soria y posteriormente fue alcalde de Loja, manteniendo correspondencia con su primo Ramón María Narváez y Campos por problemas surgidos en la anterior Corporación. Se casó con María Concepción Cevallos y Henríquez de Luna, hija de Santiago de Cevallos y Henríquez de Luna y María Antonia Henríquez de Luna y Campos.